# Nangahrah Creek
Nangahrah Creek är ett vattendrag i Australien. Det ligger i delstaten New South Wales, i den sydöstra delen av landet, omkring 390 kilometer norr om delstatshuvudstaden Sydney.
I omgivningarna runt Nangahrah Creek växer huvudsakligen savannskog. Trakten runt Nangahrah Creek är nära nog obefolkad, med mindre än två invånare per kvadratkilometer. Genomsnittlig årsnederbörd är 821 millimeter. Den regnigaste månaden är januari, med i genomsnitt 123 mm nederbörd, och den torraste är oktober, med 25 mm nederbörd.